# Неграждане

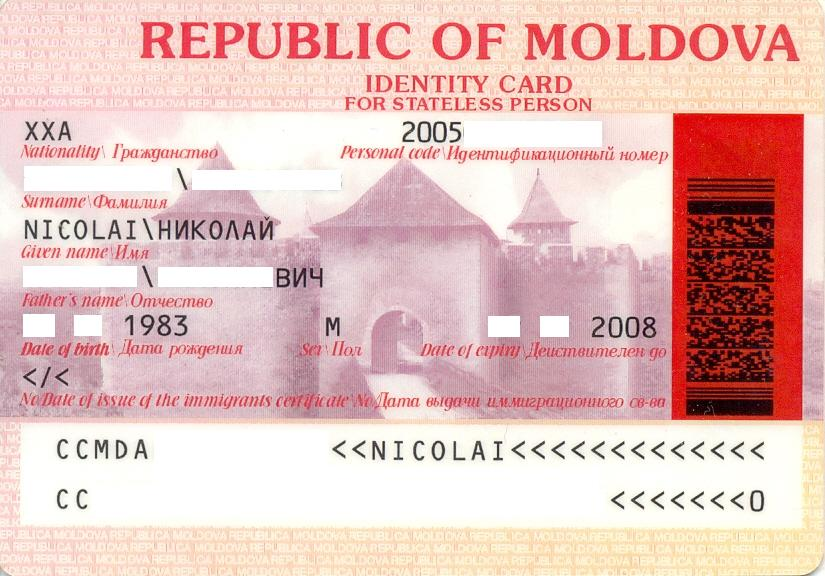
Удостоверение личности лица без гражданства (Республика Молдова) - оборотная сторона (модель 1996 года)

Негра́ждане — это лица, не имеющие эффективных связей со страной, в которой они находятся, и лицо, лишённое прав гражданства в государстве проживания по политическим или иным мотивам.

## История
В период развития цивилизаций стали создаваться государства, сначала государства-города (в Древней Греции полисы), а позже государства-страны. Для их функционирования стали создавать и систему управления ими. Одной из важных составляющих системы управления стал институт гражданства, от городской житель, горожанин, граждани́н, член общины или народа, состоящего под одним общим управлением. В мировой истории первыми гражданами были свободные жители (не рабы), и не всякий житель того или иного города-государства (полиса), а лишь член гражданской общины, называвшейся государством полития (πολιτεία), в Древней Греции, и от этого появился и негражданин — житель, не входивший в состав гражданства, то есть не имевшие прав гражданина.
Понятие «гражданин» впервые пришло на смену принадлежности к роду или племени в Древней Греции. В Афинах в период их наивысшего развития при Перикле (около 494 — 429 годов до нашей эры) был принят закон, по которому гражданином Афин мог считаться только совершеннолетний мужчина, чьи мать и отец были афинянами. Афинские граждане противопоставляли себя метекам (иноземцам, проживавшим в Афинах, но крайне ограниченным в правах) и рабам. Женщины также гражданами этого государства-города не считались.
В различных государствах в группу неграждан входят лица с разными статусами, в частности постоянные жители, беженцы, мигранты, иностранные студенты и лица без гражданства.
Управление Верховного комиссара ООН по делам беженцев Организации объединённых наций (ООН) считает, что общие проблемы неграждан на 2006 год затрагивали приблизительно 175 000 000 человек во всем мире, или 3 % населения планеты.
Существует разрыв между теми правами, которые гарантирует международное законодательство в области прав человека, и реальностью, с которой имеют дело неграждане в государствах проживания. В частности, почти все категории неграждан затрагиваются официальной и неофициальной дискриминацией.